# 雲台路駅
雲台路駅（うんたいろ-えき）は中華人民共和国上海市浦東新区に位置する上海地下鉄7号線の駅である。

## 駅構造
- 島式ホーム1面2線を有する地下駅。ホームドア設置駅。

## 歴史
- 2009年12月5日 - 開業。

## 隣の駅
上海地下鉄
■7号線
耀華路駅 - 雲台路駅 - 高科西路駅　